# Lethrinus laticaudis
Lethrinus laticaudis is een straalvinnige vissensoort uit de familie van straatvegers (Lethrinidae). De wetenschappelijke naam van de soort is voor het eerst geldig gepubliceerd in 1877 door Alleyne & Macleay.